# Jesús Jonathan Vera
Jesús Jonathan Vera (Godoy Cruz, Provincia de Mendoza, Argentina; 10 de enero de 1989) es un futbolista argentino. Juega como delantero y su primer equipo fue Godoy Cruz de Mendoza.

## Clubes
| Club                       | País      | Año       |
| -------------------------- | --------- | --------- |
| Godoy Cruz de Mendoza      | Argentina | 2008-2010 |
| Huachipato                 | Chile     | 2011      |
| Godoy Cruz de Mendoza      | Argentina | 2012      |
| Defensa y Justicia         | Argentina | 2013      |
| San Jorge de Tucumán       | Argentina | 2013-2014 |
| Othellos Athienou FC       | Chipre    | 2014-2015 |
| Cipolletti de Río Negro    | Argentina | 2015-2016 |
| San Jorge de Tucumán       | Argentina | 2016-2017 |
| Juventud Unida de San Luis | Argentina | 2017-2018 |
| Deportivo Maipú            | Argentina | 2018-2019 |
| Crucero del Norte          | Argentina | 2019-2020 |